# 阿部正方

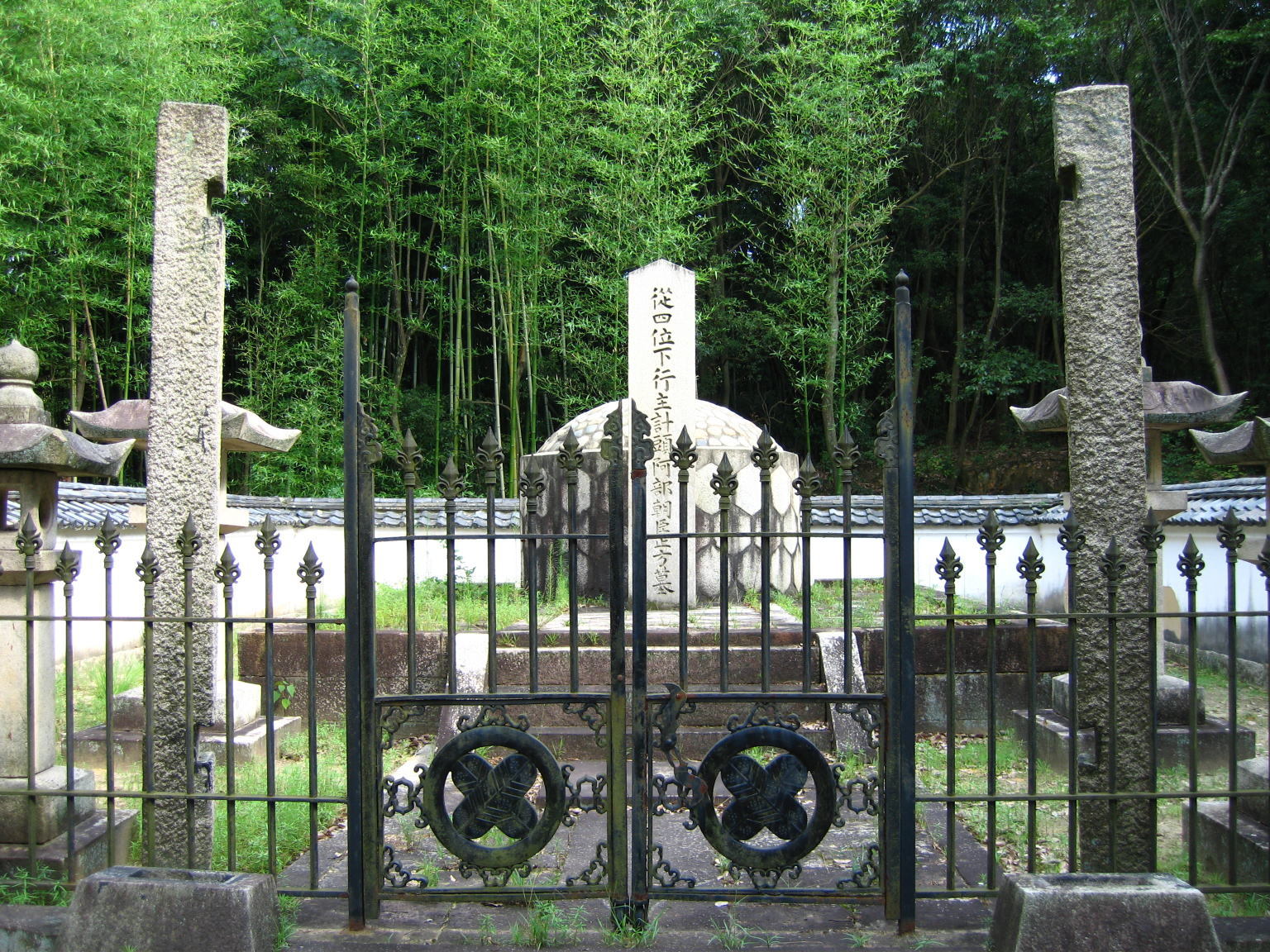
阿部正方公墓所　小坂山神社

阿部 正方（あべ まさかた）は、江戸時代後期の大名。備後国福山藩の第9代藩主。官位は従四位下・主計頭。阿部家宗家13代。

## 略歴
第6代藩主・阿部正寧が隠居後に儲けた3男として江戸にて誕生。
文久元年（1861年）に第8代藩主の兄・正教が嗣子のないまま早世したため、同年6月17日に14歳で家督を継ぐ。2年後の文久3年（1863年）から京都警護の任にあたり、7月19日に福山へ一端帰国して、8月5日から藩兵約1,800人を率いて山城国八幡に宿陣した。
元治元年（1864年）、正方は幕府から第一次長州征討の先鋒を命じられ、藩兵約6,000人を率いて安芸国広島（広島県広島市）に出征する。そして、福山藩軍の広島到着から間もなく、幕府と長州藩との和睦が成立しようとしていたところ、急遽幕府から日光警護の下知がもたらされた。これは福山藩が幕府への忠誠を疑われたことによるものと思われ、帰陣後、正方は尊皇派の藩士5人を処罰している。
翌慶応元年（1865年）11月、福山藩は再び長州征討（第二次）を命じられ、12月10日正方は藩兵を率いて出陣する。しかし翌年（1866年）6月7日、石見国を進む途中に正方は病（脚気と思われる）を悪化させ、指揮を家老内藤角右衛門に委ねて粕渕（島根県邑智郡）に留まることになった。正方を残した本隊は6月17日に石見国益田（島根県益田市）で長州藩と交戦して敗北した。翌日、粕渕で敗報を聞いた正方は軍の立て直しを命じるが、幕府軍が6月18日に長州藩に敗北したため、正方は撤兵を決意し、7月23日に福山へ帰還した。
その後、大政奉還、王政復古、と政局が激動する中、福山藩は態度を決めかねていたが徳川譜代であることから立場を危うくしていった。そのため長州藩の侵攻に備えて福山城の弱点とされる北側に胸壁を築き、城下に番所を増やすなど、防備を強化に取り組んだ。そして、慶応3年（1867年）11月22日、戊辰戦争の前哨戦として長州藩軍（新政府軍）が領内に迫ろうとする時、正方は病を悪化させ、福山城内にて20歳で死去した。
時局多端のため正方の死は秘され、翌慶応4年（1868年）1月9日未明、まさに長州藩兵が福山城に攻撃を行う数時間前、城内北西の小丸山に仮埋葬された。その後明治2年（1869年）の8月中旬になって正方の亡骸はようやく深津郡本庄村（福山市北本庄町）の小坂山に本葬された（現在の小坂山神社）。福山藩の阿部家歴代藩主で唯一、福山に眠るのが正方である。

### 死後
正方は未婚であり、阿部家の血筋は本来断絶であるが、明治維新の混乱に乗じてそのことは隠匿され、数か月後、安芸広島藩から藩主浅野長勲の弟・浅野元次郎が7代藩主・正弘（正方の叔父）の娘と婚姻することにより養子として迎えられ、戊辰戦争最中の慶応4年（明治元年、1868年）5月20日に福山城へ入って阿部正桓と名乗って跡を継いだ。この養子縁組は福山藩存続の画策であったとする説がある。親朝廷方であった浅野家の親族を養子にすることで、幕府重鎮であったはずの阿部家を存続させる、ということである。同年の年明け早々から新政府（長州軍）への恭順と新政府軍（芸州軍）の福山入城が行われている。

### 治政
正方は藩政においても、江木鰐水や関藤藤陰などの優秀な人材に恵まれたこともあり、若年にもかかわらず多くの難局に対処している。破綻しつつあった藩財政に対しては主に新田開発、中でも慶応元年（1865年）に始まる、約320ヘクタールと藩史上最大の大新涯（現在の福山市新涯町一帯）造成など、殖産による財源確保を目指した（ただし、この大新涯は第二次長州征伐により中断し、完成は明治以降になった）。また、治安対策にも取り組み、藩内の農民を集め「郷兵」を組織して領内の警衛に当たらせた。正方は7年間の短い治世であったが多くの施策を実施している。

## 系譜
- 父：阿部正寧（1809-1870）
- 母：不詳
- 婚約者：徳川斉昭の娘（婚姻前に正方が没）
- 養子
  - 男子：阿部正桓（1852-1914） - 浅野懋昭の三男